# Lindevang Station
Lindevang er en station på den københavnske Metros linje M1 og M2. Lindevang Station ligger hvor metroens tracé krydser Dalgas Boulevard på Frederiksberg. Stationen blev åbnet 12. oktober 2003.
Lindevang Station var fra 13. december 1986 til 1. januar 2000 station på den københavnske S-bane mellem Vanløse og Frederiksberg. Stationen var usædvanlig, idet perronerne ikke lå over for hinanden men forskudt med den sydlige perron liggende hen over Dalgas Boulevard.
I 2012 var passagertalet pr. dag i gennemsnit 3.800 personer .

## Antal rejsende
Ifølge Østtællingen var udviklingen i antallet af dagligt afrejsende med S-tog:
| År   | Antal | År   | Antal | År   | Antal | År   | Antal |
| ---- | ----- | ---- | ----- | ---- | ----- | ---- | ----- |
| 1957 | -     | 1974 | -     | 1991 | 1.481 | 2001 | -     |
| 1960 | -     | 1975 | -     | 1992 | 1.398 | 2002 | -     |
| 1962 | -     | 1977 | -     | 1993 | 1.274 | 2003 | -     |
| 1964 | -     | 1979 | -     | 1995 | 1.197 | 2004 | -     |
| 1966 | -     | 1981 | -     | 1996 | 1.287 | 2005 | -     |
| 1968 | -     | 1984 | -     | 1997 | 1.096 | 2006 | -     |
| 1970 | -     | 1987 | 471   | 1998 | 871   | 2007 | -     |
| 1972 | -     | 1990 | 1.271 | 2000 | -     | 2008 | -     |

Ifølge Ørestadsselskabet var udviklingen i antallet af dagligt afrejsende:
| År         | Antal |
| ---------- | ----- |
| 11.12.2002 | -     |
| 02.04.2004 | 3.101 |
| 15.04.2005 | 3.539 |